# تشيؤ

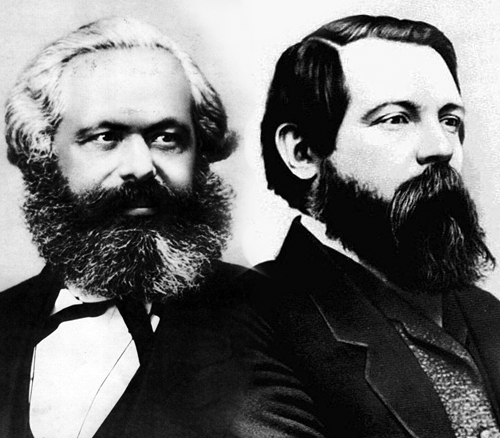

التَشيُّؤ ترجمة للكلمة (بالإنجليزية: reification)‏ (بالألمانية: Verdinglichung) ويعني تَحوُّل العلاقات بين البشر إلى ما يشبه العلاقات بين الأشياء (علاقات آلية غير شخصية) ومعاملة الناس باعتبارها موضعاً للتبادل. وحـينما يتشيأ الإنسـان، فإنه سـينظر إلى مجتـمعه وتاريـخه (نتاج جهده وعمله وإبداعه) باعتبارهما قوى غريبة عنه، تشبه قوى الطبيعة (المادية) تُفرَض على الإنسان فرضاً من الخارج، وتصبح العلاقات الإنسانية أشياء تتجاوز التحكم الإنساني فيصبح الإنسان مفعولاً به لا فاعلاً، يحدث ما يحدث له دون أية فاعلية من جانبه، فهو لا يملك من أمره شيئاً. وقمة التَشيُّؤ هي تطبيق مبادئ الترشيد الأداتي والحسابات الدقيقة على مجالات الحياة كافة.
ويمكن القول ببساطة شديدة بأن التَشيُّؤ هو أن يَتحوَّل الإنسان إلى شيء تتمركز أحلامه حول الأشياء فلا يتجاوز السطح المادي وعالم الأشياء. والإنسان المُتشيِّئ إنسان ذو بُعد واحد قادر على التعامل مع الأشياء بكفاءة غير عادية من خلال نماذج اختزالية بسيطة، ولكنه يفشل في التعامل مع البشر بسبب تركيبيتهم. والإنسان المُتشيِّئ إنسان قادر على الإذعان للمجردات المطلقة وأن يتوحد بها ويتصرف على هديها. وهذا وصف جيد للإنسان الطبيعي الرشيد، الذي يعيش حسب قوانين الطبيعة - المادة والمطلقات العلمانية الأخرى التي تُعدُّ تنويعاً على الطبيعة - المادة.

## المصطلح
يقصد بالتشيؤ عموماً، تحول ما هو ليس بشيء ليصبح شيئاً، وهذا يعني أن تنطبق عليه الصفات التي تنطبق على الأشياء، مما يغير من طبيعته، وبالتالي ماهيته، التي لا يوجد إلا بها فإذا تغيرت هذه الماهية، تغيرت صفاته وخرج من عالم غير الأشياء لينتمي لعالم الأشياء. غالباً ما يقسم الوجود إلى عالمين اثنين، هما عالم الأفكار وعالم الأشياء. يتعلق الأول بكل ما هو ذهني أو عقلي أو فكري أو روحي، أما الثاني فيتعلق بما هو مادي أو حسي (أمبيريقي) أو وضعي أو متعين. وتكوُن المادة القوام الأساسي للعناصر التي ندعوها أشياء، مما يجعل خصائصها مختلفة كل الاختلاف عن خصائص العناصر الأخرى الموجودة خارج عالم الأشياء، فالصفات التي تنطبق على الأشياء هي نفسها الصفات التي تنطبق على المادة، فهي متعينة في مكان، وذات ثلاث أبعاد، وقابلة للإدراك الحسي.

## مثال على التشيؤ
كي يتوضح هذا الذي يبدو تعقيداً فلسفياً، لنقارن في المثال التالي بين عنصرين ينتمي أحدهما لعالم الأشياء والآخر لعالم الأفكار، مع أنهما يحملان نفس الاسم. فكلمة «كرسي» تشير إلى مفهوم مجرد في الذهن يقابل شيئاً في عالم المادة تنحصر ماهيته الأساسية في الأداة التي تستخدم للجلوس عليها، دون أن تخبرنا عن حجمه أو مادته التي صنع منها أو وزنه أو شكله أو لونه. أما عندما أقول «هذا الكرسي الذي أجلس عليه الآن» فالحديث هنا عن شيء محدد من عالم الأشياء، مصنوع من خشب الزان. مبطن بالإسفنج والقماش، وله مسند طويل ولا يتجاوز وزنه الخمسة كيلوغرامات.
الفرق الأساسي بين مفهوم الكرسي وبين الكرسي الذي أجلس عليه الآن أن الأول يمكن أن يطلق على كل الكراسي الموجودة في العالم، بالإضافة إلى التي وجدت في السابق ولم تعد كذلك الآن «كرسي الإسكندر المقدوني»، والكراسي التي يمكن أن توجد في المستقبل «كرسي الزينة الذي سأشتريه لزوجتي عندما أتزوج»، أما الاستخدام الثاني فلا ينطبق إلا على هذا الكرسي الذي أجلس عليه الآن من بين كل الكراسي الموجودة في العالم، وذلك لأنه مرتبط بالمادة المعينة التي صنع منها، والمادة الأخرى وهي جسدي.
لنفترض أن أماً أرادت أن تعلم أبنها الصغير الجلوس على الكرسي، فاشترت له كرسياً جميلاً مصنوعاً من الخيزران خفيف الوزن وذا ألوان جميلة ومفرحة، وصارت كل يوم تعلمه الجلوس فتكرر على أذنيه دائماً كلمة «الكرسي» دون أن تطلق هذه الكلمة على الكراسي الأخرى الموجودة في المنزل. وذات يوم اصطحبه والده في نزهة ودخلا أحد المقاهي ليستريحا قليلا، وبعد أن اختارا طاولة طلب منه أن يجلس على الكرسي الموجود إلى الطاولة، فصرخ الطفل محتجاً غاضباً «لكن هذا ليس الكرسي، إنه من الحديد وثقيل ومتسخ!» إن الخطأ الذكي الذي وقع فيه ابن الأربع سنوات هو أنه قام بعملية عقلية خاطئة شيئت مفهوم الكرسي لتحصره فقط في كرسيه الخيزران الجميل والنظيف دائماً. هذا الأمر جعل والده الذي تعاطى القليل من الفلسفة فيما مضى، أن يلقنه الدرس الفلسفي الأول في حياته، فيعلمه أن كل ما نجلس عليه هو كرسي، وأن كل هذه الأشياء الحديدية والمتسخة هي كراسي، وأن الكراسي توجد في السيارات والطائرات وعيادات الأطباء والمسارح والبرلمانات، فهم الطفل درسه الفلسفي، لكن ذلك جعله يغضب من أمه التي خدعته طويلاً.
لنتحول الآن عن الدعابة قليلاً، إن العقل عندما يفكر فإنه يستخدم المفاهيم أدوات له لا الأشياء. وهو كثيراً ما يقع في خطأ دون أن يعيه، فلا يعي بالتالي حجم الضرر الذي لحق بتفكيره. هذا الخطأ هو أنه يشيئ المفاهيم التي يتعاطاها فيفكر فيها كما يفكر في الأشياء، ويتعامل معها كعناصر ثابتة ومحددة لا تتغير ولا تتطور، مما يجعلها جامدة ضيقة متكلسة، فتفتقد المرونة التي بدونها لا يمكن أن يستوعب عالم الأشياء. لا يلبث هذا الخطأ أن يتحول إلى سلطة عقلية مستبدة تفرض سلوكاً قسرياً على الواقع المتحرك، فتجمده وتقده على حجم نماذجها الثابتة التي لا تتغير، يؤدي هذا إلى أفكار مشوهة ممسوخة، تدعي أنها الصورة الحقيقية الوحيدة التي تفسر الوقائع والأشياء.

## أهمية المفهوم
مشكلة التشيؤ الذي يصيب المفاهيم إحدى المشكلات التي تعاني منها المعرفة، وهي لا تختص بحقل معرفي دون آخر، فكل المفاهيم، أي كان حقلها، قابلة لأن تتشيّأ، سواء في المعرفة العلمية أو الإنسانية أو الأدبية أو الفلسفية أو الدينية أو الأخلاقية.... الخ. ولو نظرنا إلى الكثير من الصراعات والخلافات الفكرية سنجد أن مشكلة التشيؤ سبب عدد كبير منها. فالصراع الذي شغل الأدب العربي عدة عقود من القرن العشرين حول مفهوم الشعر، إنما كان سببه بالدرجة الأولى تشيؤ مفهوم الشعر لدى بعض النقاد والشعراء والقراء، ليصروا على أن الكلام الموزون والمقفى والمقام على عمودين متجاورين هو الصنف الأدبي الوحيد الذي يمكن أن يسمى شعراً ولا يطلق هذا الاسم على غيره. انتهت هذه المشكلة الآن أو غيبت عن ساحة السجال، مع الاتفاق ضمنياً على تعليق الحل، وبقي عدد كبير من كل طرف من الأطراف المتنازعة متمسكاً برأيه شريطة ألا تثار المشكلة من جديد، مع أن بعض أكاديميينا مازالوا يثيروها سراً في القاعات والمدرجات الجامعية عندما يعلنون أن الشعر هو، وهو فقط، الكلام الموزون المقفى والمقام على عمودين متجاورين، والويل الويل لطلابهم لو يقولون غير ذلك.
أكثر المفاهيم قبولا للتشيؤ هي المفاهيم الأخلاقية، فحضورها الدائم وانتشارها الواسع في حياة الأفراد والجماعات، يجعلانها تأخذ شكل العادات والتقاليد المحظور مناقشتها ونقدها وإثارة الشبهات حولها، وهي عادة ما تكون برسم حماية الكبار الذين أمضوا شطر عمرهم منقادين لها و«مهتدين بنورها»، فصارت جزء من حياتهم الروحية والمعنوية، ما عاد يقبل الإلغاء أو الاستبدال، فيدافعون عنها دفاعهم عن وجودهم، ويورثونها للأجيال التي تأتي بعدهم من خلال التربية التي عادة ما ترتبط بالمفاهيم الدينية التي تعمل كحامل مشرع لهذه القيم. الأمر الذي يجعل تغير منظومة المفاهيم والقيم الأخلاقية بطيئا قد يستغرق أجيالا بكاملها، وبناءه متماسكا لا يمكن اختراقه وهدمه إلا بثورات اجتماعية كبرى. إن الجمود الذي ينشا عن تشيؤ المفاهيم والقيم الأخلاقية يؤدي إلى حالة دائمة من صراع الأجيال، حين يحاول كل جيل تعميم ثقافته الأخلاقية بقيمها ورموزها وممارساتها. وغالبا ما تبقى هذه الصراعات ذاتية وعلى مستوى فردي، دون أن تتحول لظاهرة نوعية وعامة تفرض نفسها على بنى المجتمع ومنظومته الكلية، إلا في الحالة التي تتوافر فيها شروط ثورة اجتماعية شاملة كم قلنا.
إن المفاهيم عندما تتشيء لا تصبح أشياء بالمعنى الحقيقي، ذلك أن انتقال عنصر من عالم الأفكار إلى عالم الأشياء أمر مستحيل كاستحالة انتقال أحد عناصر عالم الأشياء إلى الجهة الأخرى. ولكن العقل، بتعاطيه معها، هو الذي ينتقل من حيز التفكير في المفاهيم إلى حيز التفكير في الأشياء. ولأنه لا يعي ذلك عندما يحدث، فإن تشيؤ المفاهيم إحدى المغالطات العقلية الأبستمولوجية (المنهجية) التي يحذر من الوقوع فيها. وأيضا لأنها نوع من المغالطات، فالعقل لا يأمن جانبها إلا بالمراجعة النقدية الدائمة لأفكاره وتصوراته، سالكا منهجا شكيا ينبهه دائما إلى أن ما يعتقده صوابا إنما هو صواب يحتمل الخطأ.
الحقيقة أيضاً، خاصة عندما تكون مقدسة أو تصبح مقدسة، مفهوم يتشيأ، وليت مشكلة تشيئه تنتهي إلى المآل الذي انتهت إليه مشكلة تشيؤ مفهوم الشعر. وليت المختلفين حولها يكونوا بتحضر المختلفين حول مفهوم الشعر، أو أنها تنتهي إلى صراع طبيعي بين الأجيال. المقصود هنا تحديداً حراس الحقيقة الدينية والمدافعين عنها. فالطفل الصغير الذي احتج على كرسي المقهى بأنه ليس كرسياً، يصبح هنا طفلا كبيرا ما عاد خطأه مجرد خطأ ذكي. 